# Bárbara de La Torre Gutiérrez
Bárbara de La Torre Gutiérrez , född 1790, död 1817, var en frihetskämpe. Hon deltog som soldat i Venezolanska frihetskriget mot Spanien 1813-15, och deltog i slaget vid Niquitao och slavet vid Boconó. Hon tillfångatogs av spanjorerna 1815 och avrättades slutligen 1817. Hon betraktas som en hjältinna för det venezolanska frihetskriget. 